# Canis lupus dingo
Canis lupus dingo là một bậc phân loại bao gồm chó dingo có nguồn gốc từ Úc và loài chó hiếm - chó biết hát New Guinea có nguồn gốc từ Cao nguyên New Guinea. Bậc phân loại này cũng bao gồm một số loại chó đã lâm vào tình trạng tuyệt chủng từng được tìm thấy sinh sống  ven biển Papua New Guinea và Java thuộc Quần đảo Indonesia. Canis lupus dingo là một phân loài của Canis lupus. Bằng chứng di truyền chỉ ra rằng nhánh chó dingo có nguồn gốc từ các giống chó nhà Đông Á và được đưa từ Quần đảo Mã Lai vào Úc.

## Mối quan hệ với chó sói
Một số giống chó, bao gồm hai giống chó dingo và Basenji, gần như có sự khác biệt về mặt di truyền so với những loài chó có nguồn gốc từ chó sói. Tuy nhiên sự khác biệt này có thể có nguyên nhân từ việc các loại chó này bị cô lập về mặt địa lý và sự pha trộn nguồn gen ở những loài chó khác sinh sống trong khu vực. Dòng dõi tổ tiên của chúng rẽ hướng từ những loài chó khác cách đây khoảng 8.500 năm (nếu tính theo một phương pháp ước tính khác, con số có thể lên đến 23.000 năm). Dòng gen từ loài sói Tây Tạng phân ly di truyền và góp 2% trong bộ gen của chó dingo và điều này có khả năng đại diện cho vấn đề phối trộn gen thời kỳ cổ xưa ở khu vực phía đông lục địa Á-Âu.